# Fiat 131 Abarth Rally
La Fiat 131 Abarth Rally è una versione elaborata dalla Abarth della berlina Fiat 131, costruita tra il 1976 e il 1978 in 400 esemplari.
Lungamente utilizzata nel Campionato mondiale rally, la "131 Abarth" è riuscita a conquistare tre mondiali costruttori, una Coppa FIA Piloti ed un mondiale piloti, tutti tra il '76 e il 1982.

## Il contesto
La "131 Abarth Rally" nacque dall'esigenza di sostituire l'ormai obsoleta "124 Abarth Rally".
In un primo tempo, per la nuova vettura da rally, l'Abarth aveva approntato un prototipo su base Fiat X1/9. Quando arrivò l'ordine di interrompere il progetto, Bertone era già pronto alla produzione dei 500 esemplari necessari all'omologazione nel Gruppo 4, ma la dirigenza FIAT decise di puntare sull'evoluzione della "131", allo scopo di promuovere l'immagine della sua nuova berlina media sul mercato internazionale.

## Sviluppo

### Il prototipo 031

Il prototipo "031" vittorioso nel 1975 al Giro automobilistico d'Italia.

La FIAT assegnò il compito di sviluppare la sua nuova arma per le competizioni su strada agli ingegneri dell'Abarth, da anni divenuta una sorta di reparto corse interno al gruppo FIAT, ed è nel 1975 che apparve la prima elaborazione, basata sulla versione a due porte Fiat 131.
Si tratta del prototipo Fiat Abarth 031 che, a parte le linee della carrozzeria, ha poco a che vedere con la 131 di serie: il motore è il 3.2 V6 della 130 con cubatura aumentata a 3.481 cm³ e alimentato da tre carburatori Weber; la potenza arriva a 270 CV a 6.800 giri/min, che consente alla 031 di sfiorare i 260 km/h, e il cambio è uno ZF cinque marce transaxle. Il design venne curato dal Centro Stile Bertone di Caprie. Nelle mani di Giorgio Pianta, questo prototipo vince il Giro d'Italia del 1975, e l'esperienza maturata con esso sarà fondamentale per lo sviluppo della futura 131 Abarth Rally.

### La 131 Abarth Rally
Con un ricco bagaglio di esperienze nutrite negli anni precedenti, gli ingegneri dell'Abarth si misero quindi al lavoro sulla 131 berlina a 2 porte. Per prima cosa si decide di alleggerire la scocca che era decisamente più pesante delle sue concorrenti in resina sintetica, materiale che viene scelto per sostituire porte, cofani e parafanghi; poi vengono aggiunti dei passaruota maggiorati, per ospitare gli pneumatici Pirelli P7 195/40 VR15, e grandi spoiler per garantire la necessaria deportanza; delle grandi prese d'aria sul cofano e sulle fiancate provvedono invece alle esigenze di raffreddamento degli organi meccanici. Così modificata la Abarth Rally conserva solo il passo della vettura di serie rispetto alla quale è più corta, più bassa e più larga.
Il motore è un inedito quattro cilindri in linea che ha qualche punto di contatto con quello della Fiat 132 e della Lancia Beta e sfrutta solo parzialmente la precedente esperienza con la 124 Abarth Rally. Inedita è anche l'architettura della testata in lega leggera che, insieme alla classica distribuzione a due alberi in testa, presenta, per la prima volta su una Fiat di serie, le quattro valvole per cilindro. L'alimentazione è affidata a un carburatore doppio corpo Weber. Il cambio è un cinque marce ad innesti frontali, che consente cambiate rapide e precise, per cui sono previsti tre rapporti al cambio e otto rapporti al ponte. Particolare anche lo schema delle sospensioni che davanti ricalcano quelle della 131 standard e dietro sono più simili a quelle della X1/9.

## La 131 Abarth Rally nelle competizioni
Sin dalle origini, il progetto della Abarth Rally doveva servire da base per un'elaborazione destinata all'uso agonistico e i 400 esemplari stradali erano necessari per l'omologazione nel Gruppo 4 della versione Corsa.
Le modifiche a cui fu sottoposta la versione stradale furono piuttosto consistenti e la trasformarono in una macchina molto diversa da quella in vendita nei concessionari. Ad esordire in gara, a soli otto mesi dall'inizio della progettazione, è una vettura sperimentale con il 1,8 l 16V della 124 Spider con una potenza di poco superiore ai 200CV e diverse modifiche nel telaio. Tuttavia la versione definitiva della Abarth Rally Corsa, potendo contare sulla base della versione stradale ormai completata, adotta il due litri della 131 Abarth stradale ma con un impianto di iniezione indiretta Kugelfischer in luogo del carburatore Weber. Le altre modifiche riguardarono l'adozione di un differenziale autobloccante e di diverse modifiche al pacchetto sospensioni oltre che di diversi altri particolari che le consentirono di dominare la scena internazionale fino al 1980. Il risultato finale è una vettura che può erogare potenze superiori ai 215 CV nella prima versione del 1975 ma che arriveranno a superare i 230 CV negli anni successivi.

La 131 Abarth Rally di Maurizio Verini e Mario Mannucci al Rally dell'Elba 1978, portata in gara dal Jolly Club in una particolare livrea grigiorossa Ricambi Originali Fiat.

La prima apparizione della 131 Abarth Rally Corsa avvenne nel 1975 in due gare del Campionato italiano rally: il Rally 100.000 Trabucchi e il Rally delle Valli Piacentine dove vinse dopo aver dominato la gara. L'anno successivo è quello dell'esordio nel panorama internazionale e la 131 non fallisce l'esordio al Rally dell'Isola d'Elba (valido per il campionato europeo) dove conquista una doppietta con gli equipaggi Alen-Kivimaki e Bacchelli-Rossetti. Alen e Kivimaki concederanno il bis al Rally dei 1000 Laghi valido per il mondiale.
Il 1977 è l'anno della consacrazione, la 131 domina nel Mondiale: memorabile il Rally di Corsica dove cinque 131 figurano ai primi otto posti della classifica finale e il mondiale costruttori è praticamente in tasca anche grazie alle 5 vittorie stagionali. Notevoli anche le affermazioni nei circuiti italiano ed europeo dove la 131 conquista innumerevoli piazzamenti e vittorie. La 131 si ripeterà nel mondiale anche nel 1978 inscenando una lotta senza quartiere con le Ford Escort RS che però dovranno cedere alla supremazia della Fiat che conquista ben 5 vittorie oltre alla Coppa FIA Piloti del duo Alen-Kivimaki a fine stagione; il 1978 è anche l'anno del titolo italiano conquistato da Vudafieri-Mannini.
Il 1979 è un anno di transizione: la Fiat, dopo aver ridotto il budget alla squadra corse da cui non ha lo sperato ritorno promozionale, decide la partecipazione ufficiale a soli tre appuntamenti del mondiale uno dei quali vedrà la 131 ancora vittoriosa con i soliti Alen-Kivimaki. Il 1980 è invece l'anno di Walter Röhrl, questi regalerà alla 131 la sua prima ed unica vittoria al Montecarlo, dove salirà sul podio anche l'equipaggio svedese Waldegård-Thorszelius, e alla fine della stagione avrà conquistato altre quattro vittorie e due secondi posti che gli permetteranno di vincere il Campionato Piloti, istituito per la prima volta nel 1979, e che daranno alla Fiat il suo terzo titolo costruttori.
Le stagioni 1981-1982 sono le stagioni del declino. Appagata dai trionfi degli anni precedenti e a causa dell'età della 131, la Fiat ha infatti deciso di ritirarsi dalle corse e consacrare ai rally unicamente il marchio Lancia, che sta preparando con l'Abarth la vettura che sostituirà la 131 nei circuiti internazionali. La 131, grazie alle scuderie private, riesce comunque a conquistare ancora una vittoria al Rally del Portogallo e alcuni piazzamenti nel 1981, e un settimo posto all'Acropolis Rally del 1982.

## Palmarès
- 2 Campionati del mondo piloti (Markku Alén nel 1978, Walter Röhrl nel 1980)
- 3 Campionati del mondo costruttori (1977, 1978 e 1980)

### Vittorie

#### 1975
- Rally dell'Isola d'Elba (Alen - Kivimaki).

#### 1976
- Rally San Giacomo (Verini - Russo)

#### 1977
- Rally del Portogallo (Alen - Kivimaki)
- Rally di Nuova Zelanda (Bacchelli - Rossetti)
- Rally del Canada (Salonen - Andreasson)
- Rally di San Remo (Andruet - Delferrier)
- Rally di Corsica (Darniche - Mahé)
- Rally di Antibes (Andruet - Delferrier)
- Rally Colline Romagna

#### 1978
- Rally del Portogallo (Alen - Kivimaki)
- Rally di Finlandia (Alen - Kivimaki)
- Rally di Grecia (Röhrl - Geistdorfer)
- Rally del Canada (Röhrl - Geistdorfer)
- Rally di Corsica (Darniche - Mahé)

#### 1979
- Rally di Finlandia (Alen - Kivimaki)
- Rally del Brasile (Alen - Kivimaki)

#### 1980
- Rally di Monte Carlo (Röhrl - Geistdorfer)
- Rally del Portogallo (Röhrl - Geistdorfer)
- Rally di Argentina (Röhrl - Geistdorfer)
- Rally di San Remo (Röhrl - Geistdorfer)
- Rally di Finlandia (Alen - Kivimaki)

#### 1981
- Rally del Portogallo (Alen - Kivimaki)

#### 1982
- Trofeo Rally Nazionale (Zanussi - Bernacchini)

### Risultati completi nel WRC
| 1976 | Squadra                 | Equipaggio                     | MON | SVE | POR | KEN | GRE | MOR | FIN | ITA | FRA | GBR |     |     | Punti  | WCC |
| ---- | ----------------------- | ------------------------------ | --- | --- | --- | --- | --- | --- | --- | --- | --- | --- | --- | --- | ------ | --- |
| 1976 | Fiat                    | Alen - Kivimaki                | 6   |     |     |     |     | 12  | 1   | Ret |     | Ret |     |     | 20     | 8   |
| 1976 | Fiat                    | Verini - Russo                 |     |     |     |     |     | Ret |     | 43  |     |     |     |     | 20     | 8   |
| 1976 | Fiat                    | Bacchelli - Rossetti           |     |     |     |     |     | Ret |     | Ret |     | 11  |     |     | 20     | 8   |
| 1977 | Squadra                 | Equipaggio                     | MON | SVE | POR | KEN | NZ  | GRE | FIN | CAN | ITA | FRA | GBR |     | Punti  | WCC |
| 1977 | Fiat                    | Alen - Kivimaki                | Ret | Ret | 1   |     | 3   | Ret | Ret | Ret |     |     | Ret |     | 136    | 1   |
| 1977 | Fiat                    | Andruet - Delferrier           | 2   |     | 4   |     |     | Ret |     |     | 1   | Ret |     |     | 136    | 1   |
| 1977 | Fiat                    | Lampinen - Andreasson          |     | 4   |     |     | 4   | 4   |     | 2   |     |     | 7   |     | 136    | 1   |
| 1977 | Fiat                    | Mäkinen - Liddon               |     | Ret |     |     |     |     | Ret | Ret |     | Ret | 11  |     | 136    | 1   |
| 1977 | Fiat                    | Bacchelli - Rossetti           | Ret |     | Ret |     | 1   | Ret |     |     | Ret | 3   | 17  |     | 136    | 1   |
| 1977 | Fiat                    | Salonen - Markkula             |     |     |     |     |     |     | 2   | 1   |     |     | Ret |     | 136    | 1   |
| 1977 | Fiat                    | Röhrl - Pitz/Geistdorfer       | Ret |     |     |     |     | Ret |     | Ret | Ret |     | Ret |     | 136    | 1   |
| 1977 | Fiat                    | Verini - Russo                 | Ret |     | 5   |     |     | Ret |     |     | 2   | 7   | Ret |     | 136    | 1   |
| 1977 | Fiat                    | Fassina - Mannini              |     |     |     |     |     |     |     |     | 3   |     |     |     | 136    | 1   |
| 1977 | Fiat                    | Darniche - Mahé                | Ret |     |     |     |     |     |     |     |     | 1   |     |     | 136    | 1   |
| 1977 | Fiat                    | Vincent - Calvier              |     |     |     |     |     |     |     |     |     | 5   |     |     | 136    | 1   |
| 1977 | Fiat                    | Mouton - Conconi               |     |     |     |     |     |     |     |     |     | 8   |     |     | 136    | 1   |
| 1978 | Squadra                 | Equipaggio                     | MON | SVE | KEN | POR | GRE | FIN | CAN | ITA | IRL | FRA | GBR |     | Punti. | WCC |
| 1978 | Fiat                    | Röhrl -Geistdorfer             | 4   |     |     | Ret | 1   |     | 1   | Ret |     |     | 6   |     | 134    | 1   |
| 1978 | Fiat                    | Darniche - Mahé                | 5   |     |     |     |     |     |     |     |     | 1   |     |     | 134    | 1   |
| 1978 | Fiat                    | Andruet - "Biche"              | 6   |     |     |     |     |     |     |     |     | 2   |     |     | 134    | 1   |
| 1978 | Fiat                    | Verini - Rossetti/Bernacchini  | 8   |     |     |     |     |     |     | 2   |     |     |     |     | 134    | 1   |
| 1978 | Fiat                    | Servia - Brustenega            | 12  |     |     |     |     |     |     |     |     |     |     |     | 134    | 1   |
| 1978 | Fiat                    | Alen - Kivimaki                |     | 3   |     | 1   | 2   | 1   | 2   |     |     |     |     |     | 134    | 1   |
| 1978 | Fiat                    | Lampinen - Andreasson          |     | 6   |     |     |     | 5   |     |     |     |     |     |     | 134    | 1   |
| 1978 | Fiat                    | Salonen - Markkula             |     | Ret |     |     |     | 2   | Ret |     |     |     |     |     | 134    | 1   |
| 1978 | Fiat                    | Munari - Sodano/Mannucci       |     |     |     | Ret | Ret |     |     | Ret |     | 3   |     |     | 134    | 1   |
| 1978 | Fiat                    | Valtaharju - Antilla           |     |     |     |     |     | Ret |     |     |     |     |     |     | 134    | 1   |
| 1978 | Fiat                    | Vinatier - Jacob               |     |     |     |     |     |     |     |     | Ret |     |     |     | 134    | 1   |
| 1978 | Fiat                    | Mouton - Conconi               |     |     |     |     |     |     |     |     |     | 5   |     |     | 134    | 1   |
| 1979 | Squadra                 | Equipaggio                     | MON | SVE | POR | KEN | GRE | NZL | FIN | CAN | ITA | FRA | GBR | IRL | Punti. | WCC |
| 1979 | Fiat                    | Röhrl -Geistdorfer             | DNS |     |     | 8   |     |     |     |     | 2   |     | 8   |     | 92     | 3   |
| 1979 | Fiat                    | Andruet - "Biche"              | 4   |     |     |     |     |     |     |     |     | Ret |     |     | 92     | 3   |
| 1979 | Fiat                    | Bettega - Perissinot           |     |     |     |     |     |     |     |     | 3   |     |     |     | 92     | 3   |
| 1979 | Fiat                    | Servia - Brustenega            | Ret |     |     |     |     |     |     |     |     |     |     |     | 92     | 3   |
| 1979 | Fiat                    | Alen - Kivimaki                | 3   | 4   |     | 3   |     |     | 1   |     | 6   |     |     |     | 92     | 3   |
| 1979 | Fiat                    | Munari - Maiga                 |     |     |     | 10  |     |     |     |     |     |     |     |     | 92     | 3   |
| 1979 | Fiat                    | Gronholm - Rehnström           |     |     |     |     |     |     | 4   |     |     |     |     |     | 92     | 3   |
| 1979 | Fiat                    | Toivonen - Salonen             |     |     |     |     |     |     | Ret |     |     |     |     |     | 92     | 3   |
| 1979 | Fiat                    | Mouton - Conconi               | 7   |     |     |     |     |     |     |     |     | 5   |     |     | 92     | 3   |
| 1980 | Squadra                 | Equipaggio                     | MON | SVE | POR | KEN | GRE | ARG | FIN | NZL | ITA | FRA | GBR | IRL | Punti. | WCC |
| 1980 | Fiat                    | Röhrl -Geistdorfer             | 1   |     | 1   |     | 5   | 1   |     | 2   | 1   | 2   | Ret |     | 133    | 1   |
| 1980 | Fiat                    | Andruet - "Biche"              | Ret |     |     |     |     |     |     |     |     | Ret |     |     | 133    | 1   |
| 1980 | Fiat                    | Bettega - Bernacchini/Mannucci |     |     | Ret |     | 8   | Ret |     |     | 6   | Ret | Ret |     | 133    | 1   |
| 1980 | Fiat                    | Reutemann - Perissuti          |     |     |     |     |     | 3   |     |     |     |     |     |     | 133    | 1   |
| 1980 | Fiat                    | Alen - Kivimaki                | Ret |     | 2   |     | 3   | Ret | 1   |     | Ret |     | Ret |     | 133    | 1   |
| 1980 | Fiat                    | Munari - Jauber                |     |     |     |     |     |     |     |     |     |     |     | 6   | 133    | 1   |
| 1980 | Fiat                    | Waldegaard - Thorzolelius      | 3   | 3   |     |     |     |     |     |     |     |     |     |     | 133    | 1   |
| 1980 | Fiat                    | Vudafieri - Penariol           |     |     |     |     |     |     |     |     | Ret |     |     |     | 133    | 1   |
| 1980 | Fiat                    | Mouton - Arrii                 | 7   |     |     |     |     |     |     |     |     | 5   |     |     | 133    | 1   |
| 1980 | Fiat                    | Darniche - Mahé                |     |     |     |     |     |     |     |     |     | Ret |     |     | 133    | 1   |
| 1981 | Squadra                 | Equipaggio                     | MON | SVE | POR | KEN | FRA | GRE | ARG | BRA | FIN | ITA | GBR | IRL | Punti. | WCC |
| 1981 | Fiat                    |                                |     |     |     |     |     |     |     |     |     |     |     |     |        |     |
| 1981 | Bettega - Perissinot    |                                |     | Ret |     |     | 3   |     |     |     |     | Ret |     | 65  | 5      |     |
| 1981 | Alen - Kivimaki         | 7                              |     | 1   |     |     | 2   |     |     | 2   | 9   |     |     | 65  | 5      |     |
| 1981 | Cerrato - Guizzardi     | 11                             |     | Ret |     |     |     |     |     |     | 8   |     |     | 65  | 5      |     |
| 1981 | Aho - Wolff             |                                |     |     |     |     |     |     |     | 15  |     |     |     | 65  | 5      |     |
| 1981 | Vudafieri - Bernacchini |                                |     |     |     |     |     |     |     |     | Ret |     |     | 65  | 5      |     |
| 1982 | Squadra                 | Equipaggio                     | MON | SVE | POR | KEN | FRA | GRE | NZL | BRA | FIN | ITA | IRL | GBR | Punti. | WCC |
| 1982 | Fiat                    |                                |     |     |     |     |     |     |     |     |     |     |     |     |        |     |
| 1982 | Moschoutis - "Silef"    |                                |     |     |     |     | 7   |     |     |     |     |     |     | 10  | 11     |     |
| 1982 | Noberasco - Cianci      |                                |     |     |     |     |     |     |     |     | Ret |     |     | 10  | 11     |     |
| 1982 | Carello - ?             |                                |     |     |     |     |     |     |     |     | Ret |     |     | 10  | 11     |     |

## Caratteristiche tecniche
| Caratteristiche tecniche - Fiat 131 Abarth Rally (Tra parentesi i dati della versione Corsa) | Caratteristiche tecniche - Fiat 131 Abarth Rally (Tra parentesi i dati della versione Corsa) | Caratteristiche tecniche - Fiat 131 Abarth Rally (Tra parentesi i dati della versione Corsa) | Caratteristiche tecniche - Fiat 131 Abarth Rally (Tra parentesi i dati della versione Corsa) | Caratteristiche tecniche - Fiat 131 Abarth Rally (Tra parentesi i dati della versione Corsa) | Caratteristiche tecniche - Fiat 131 Abarth Rally (Tra parentesi i dati della versione Corsa) |
| Configurazione                                                                               | Configurazione | Configurazione | Configurazione | Configurazione | Configurazione |
| -------------------------------------------------------------------------------------------- | --- | --- | --- | --- | --- |
| Carrozzeria: Berlina                                                                         | Carrozzeria: Berlina | Posizione motore: anteriore longitudinale | Posizione motore: anteriore longitudinale | Trazione: posteriore | Trazione: posteriore |
| Dimensioni e pesi                                                                            | | | | | |
| Ingombri (lungh.×largh.×alt. in mm): 4190 × 1720 (1820) × 1360                               | Ingombri (lungh.×largh.×alt. in mm): 4190 × 1720 (1820) × 1360 | Ingombri (lungh.×largh.×alt. in mm): 4190 × 1720 (1820) × 1360 | Ingombri (lungh.×largh.×alt. in mm): 4190 × 1720 (1820) × 1360 | Diametro minimo sterzata: | Diametro minimo sterzata: |
| Interasse: 2490 mm                                                                           | Interasse: 2490 mm | Carreggiate: anteriore 1460 (1520) - posteriore 1492 mm | Carreggiate: anteriore 1460 (1520) - posteriore 1492 mm | Altezza minima da terra: | Altezza minima da terra: |
| Masse                                                                                        | a vuoto: 980 (da 950 a 1.020) kg | a vuoto: 980 (da 950 a 1.020) kg | a vuoto: 980 (da 950 a 1.020) kg | a vuoto: 980 (da 950 a 1.020) kg | a vuoto: 980 (da 950 a 1.020) kg |
| Meccanica                                                                                    | | | | | |
| Tipo motore: 4 cilindri in linea                                                             | Tipo motore: 4 cilindri in linea | Tipo motore: 4 cilindri in linea | Cilindrata: (alesaggio 84 mm, corsa 90 mm) 1.995 cm³ | Cilindrata: (alesaggio 84 mm, corsa 90 mm) 1.995 cm³ | Cilindrata: (alesaggio 84 mm, corsa 90 mm) 1.995 cm³ |
| Distribuzione: a 16 valvole con 2 alberi a camme in testa comandati da cinghia dentata       | Distribuzione: a 16 valvole con 2 alberi a camme in testa comandati da cinghia dentata | Distribuzione: a 16 valvole con 2 alberi a camme in testa comandati da cinghia dentata | Alimentazione: carburatore a doppio corpo Weber 34ADF (iniezione meccanica indiretta Kugelfischer) | Alimentazione: carburatore a doppio corpo Weber 34ADF (iniezione meccanica indiretta Kugelfischer) | Alimentazione: carburatore a doppio corpo Weber 34ADF (iniezione meccanica indiretta Kugelfischer) |
| Prestazioni motore                                                                           | Potenza: 140 CV (DIN) a 6.400 giri/min (220 CV a 7.500 giri/min) / Coppia: 176,6 Nm a 3.800 giri/min (225,6 NM a 5750 giri/min) | Potenza: 140 CV (DIN) a 6.400 giri/min (220 CV a 7.500 giri/min) / Coppia: 176,6 Nm a 3.800 giri/min (225,6 NM a 5750 giri/min) | Potenza: 140 CV (DIN) a 6.400 giri/min (220 CV a 7.500 giri/min) / Coppia: 176,6 Nm a 3.800 giri/min (225,6 NM a 5750 giri/min) | Potenza: 140 CV (DIN) a 6.400 giri/min (220 CV a 7.500 giri/min) / Coppia: 176,6 Nm a 3.800 giri/min (225,6 NM a 5750 giri/min) | Potenza: 140 CV (DIN) a 6.400 giri/min (220 CV a 7.500 giri/min) / Coppia: 176,6 Nm a 3.800 giri/min (225,6 NM a 5750 giri/min) |
| Frizione: monodisco a secco                                                                  | Frizione: monodisco a secco | Frizione: monodisco a secco | Cambio: a 5 marce con innesti frontali e differenziale autobloccante | Cambio: a 5 marce con innesti frontali e differenziale autobloccante | Cambio: a 5 marce con innesti frontali e differenziale autobloccante |
| Telaio                                                                                       | | | | | |
| Corpo vettura                                                                                | monoscocca in acciaio | monoscocca in acciaio | monoscocca in acciaio | monoscocca in acciaio | monoscocca in acciaio |
| Sterzo                                                                                       | a cremagliera | a cremagliera | a cremagliera | a cremagliera | a cremagliera |
| Sospensioni                                                                                  | anteriori: a ruote indipendenti, schema MacPherson con molle elicoidali, ammortizzatori idraulici telescopici e barre stabilizzatrici / posteriori: a ruote indipendenti con montanti telescopici tipo MacPherson, bracci oscillanti inferiori, ammortizzatori idraulici telescopici e barra stabilizzatrice | anteriori: a ruote indipendenti, schema MacPherson con molle elicoidali, ammortizzatori idraulici telescopici e barre stabilizzatrici / posteriori: a ruote indipendenti con montanti telescopici tipo MacPherson, bracci oscillanti inferiori, ammortizzatori idraulici telescopici e barra stabilizzatrice | anteriori: a ruote indipendenti, schema MacPherson con molle elicoidali, ammortizzatori idraulici telescopici e barre stabilizzatrici / posteriori: a ruote indipendenti con montanti telescopici tipo MacPherson, bracci oscillanti inferiori, ammortizzatori idraulici telescopici e barra stabilizzatrice | anteriori: a ruote indipendenti, schema MacPherson con molle elicoidali, ammortizzatori idraulici telescopici e barre stabilizzatrici / posteriori: a ruote indipendenti con montanti telescopici tipo MacPherson, bracci oscillanti inferiori, ammortizzatori idraulici telescopici e barra stabilizzatrice | anteriori: a ruote indipendenti, schema MacPherson con molle elicoidali, ammortizzatori idraulici telescopici e barre stabilizzatrici / posteriori: a ruote indipendenti con montanti telescopici tipo MacPherson, bracci oscillanti inferiori, ammortizzatori idraulici telescopici e barra stabilizzatrice |
| Freni                                                                                        | anteriori: a disco autoventilanti / posteriori: a disco (con duplici pompa e circuito, dotati di ripartizione regolabile dal posto guida) | anteriori: a disco autoventilanti / posteriori: a disco (con duplici pompa e circuito, dotati di ripartizione regolabile dal posto guida) | anteriori: a disco autoventilanti / posteriori: a disco (con duplici pompa e circuito, dotati di ripartizione regolabile dal posto guida) | anteriori: a disco autoventilanti / posteriori: a disco (con duplici pompa e circuito, dotati di ripartizione regolabile dal posto guida) | anteriori: a disco autoventilanti / posteriori: a disco (con duplici pompa e circuito, dotati di ripartizione regolabile dal posto guida) |
| Pneumatici                                                                                   | Pirelli P7 195/50 VR15 (P7 283/35 per l'asfalto o P7 205/6 VR15 per terra o neve) | Pirelli P7 195/50 VR15 (P7 283/35 per l'asfalto o P7 205/6 VR15 per terra o neve) | Pirelli P7 195/50 VR15 (P7 283/35 per l'asfalto o P7 205/6 VR15 per terra o neve) | Pirelli P7 195/50 VR15 (P7 283/35 per l'asfalto o P7 205/6 VR15 per terra o neve) | Pirelli P7 195/50 VR15 (P7 283/35 per l'asfalto o P7 205/6 VR15 per terra o neve) |
| Prestazioni dichiarate                                                                       | | | | | |
| Velocità: 190 km/h                                                                           | Velocità: 190 km/h | Velocità: 190 km/h | Accelerazione: | Accelerazione: | Accelerazione: |

## Le Volumetrico Abarth

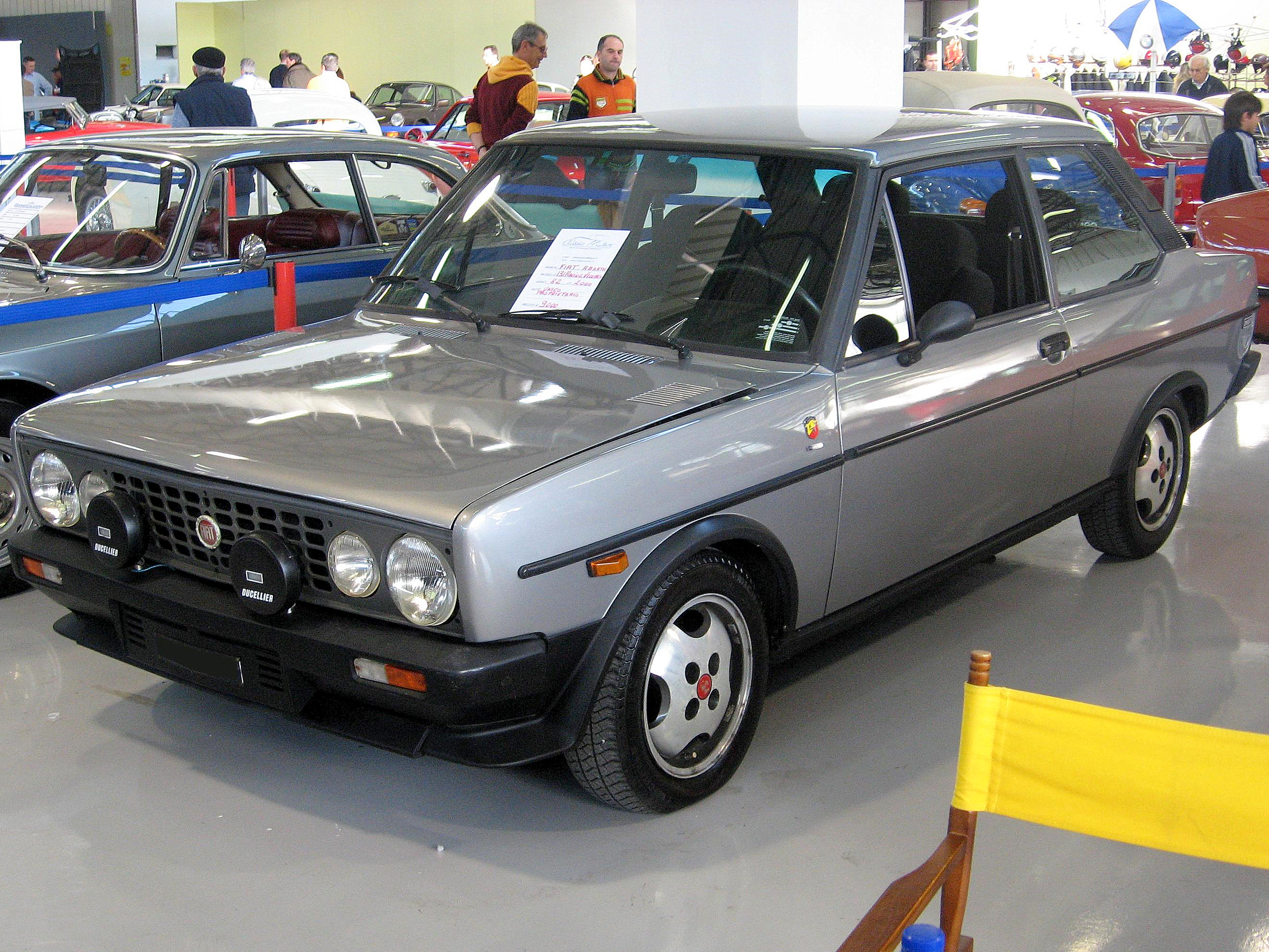
La 131 Racing Volumetrico Abarth

Nel 1978, quando si esaurirono i 400 esemplari previsti, la 131 Abarth Rally uscì definitivamente dai listini FIAT. Per rivedere una 131 col marchio dello Scorpione occorre attendere il 1981, quando la FIAT decise di produrre in serie limitata due diversi modelli, la 131 Racing Volumetrico Abarth, su base Racing 2000/TC seconda serie, e la 131 Supermirafiori Volumetrico Abarth su base Supermirafiori 2000/TC terza serie.
Entrambi i modelli erano caratterizzati dall'utilizzo di un compressore volumetrico a lobi, soluzione che la FIAT ha sempre prediletto in luogo del turbocompressore. Rispetto alla vettura di serie, le altre modifiche riguardarono motore, cambio, freni e sospensioni per far fronte alla maggiore potenza del motore che raggiunge i 140 CV.  Oltre a queste modifiche, l'Abarth offre anche un kit di elaborazione post-vendita dedicato. Rispetto alla Abarth Rally, la Racing Volumetrico Abarth è esteticamente più sobria e si distingue dalla vettura di serie solo per le scritte sulla coda e per i nuovi cerchi in lega marcati Abarth oltre che per alcuni dettagli interni. La Supermirafiori Volumetrico Abarth è invece caratterizzata dalla carrozzeria a quattro porte. Nessuno di questi due modelli ebbe una carriera sportiva.